# مردم زو
مردمِ زو (جینی سنتی=鄒|پین‌یین=Tsou) مردمانِ بومیِ جنوبِ مرکزیِ تایوان هستند. آنها در سراسرِ سه نهادِ اداریِ جمهوریِ چین (تایوان) یعنی بخشِ نانتو، بخشِ چیایی و شهر کاوهسیونگ پراکنده‌اند.
در سالِ ۲۰۰۰، شمارِ زوها ۶٬۱۶۹ نفر بوده است. این رقم، نزدیک به ۱٫۶ درصد از کلِ جمعیتِ بومی در تایوان بود و آنها را به هفتمین گروهِ قبیله ایِ بزرگ در تایوان تبدیل کرد.